# Балийский язык

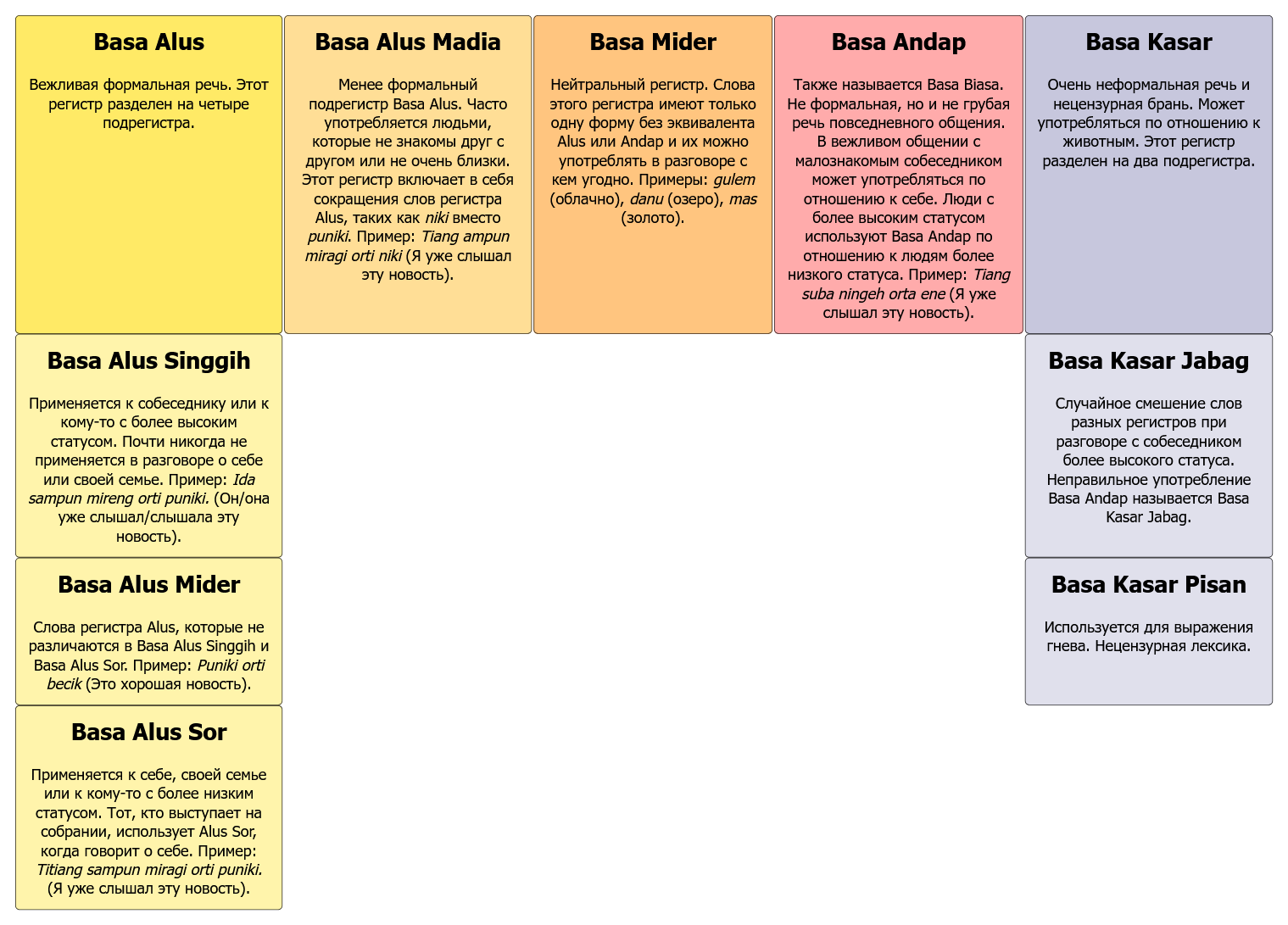
Регистры (уровни) балийского языка

Бали́йский язы́к (балийск. ᬪᬵᬱᬩᬮᬶ Basä Bali, индон. bahasa Bali) — язык балийцев, жителей индонезийского острова Бали и прилегающих островов. Относится к австронезийской семье. В языке имеются два диалекта, используемые носителями параллельно: «высокий», basa alus, применяется преимущественно в религии, «низкий», basa kasar, — в повседневной речи. Их сочетания образуют несколько промежуточных уровней балийского языка; выбор одного из уровней для разговора зависит от ситуации, социальных статусов собеседников и др. и весьма сложен для посторонних. Большинство говорящих на балийском также владеют индонезийским языком, в меньшей степени яванским языком.

## Классификация
Балийский язык относится к бали-сасакской ветви западнозондской зоны австронезийской семьи и близок к сасакскому (см. Сасаки) и сумбавскому языкам, несколько дальше от него отстоят мадурский и малайский языки (в том числе индонезийский язык). Балийский часто идентифицируют как близкий яванскому, однако лексическая схожесть обусловлена колонизаторской активностью Явы в прошлые века. Особенно заметное влияние на язык оказало завоевание Бали, которое осуществил Гаджа Мада в 1343 году.

## Современное положение

### Ареал и численность
Общее количество говорящих, по данным переписи 2000 года, составляет 3,33 млн. Носители компактно проживают на территории провинции Бали, которая включает в себя острова Бали, Нуса-Пенида, Нуса-Лембонган и Нуса-Ченинган (общее население 3,150 млн), а также в некоторых областях на западе острова Ломбок и на восточной оконечности Явы. На Сулавеси имеется несколько балийских поселений, количество носителей в них оценивается в 7000.

### Социолингвистические сведения
Статус балийского языка не определён конституцией Индонезии, однако она провозглашает уважение и защиту языков регионов страны как национального культурного достояния.
В настоящее время балийский язык не является литературным и используется преимущественно в разговорной речи и в религии. Печатные материалы ограничиваются школьными учебниками, религиозными материалами и публикацией небольших рассказов в газетах и журналах. Основным языком, на котором ведётся обучение в школах, является индонезийский. Балийский язык с письменностью на основе латинского алфавита даётся в начальной школе. Также ученикам преподаётся традиционное балийское письмо.
Работа над переводом на балийский язык Библии началась в 1910 году, Нового Завета — в 1978 году. Полностью перевод был готов в 1990 году. Применение Библии на балийском языке ограничено ввиду того, что большинство балийцев не понимают в полной мере «высокого балийского», баса алус, который был выбран для перевода.

### Диалекты
В современном балийском языке выделяют два значительно различающихся лексически диалекта — «высокий» баса́ алу́с (балийск. basa alus — утончённый, изысканный язык) и «низкий» баса́ каса́р (балийск. basa kasar — грубый язык).
Баса алус представляет собой смесь санскрита, древнеяванского и древнебалийского языков, а также современных нидерландского и индонезийского. Он используется в индуистских текстах, в служениях, в общении на религиозную тематику, в сценах кукольного театра ваянг, а также при почтительном обращении — младших к старшим, учеников к учителям, представителей низшей касты судра́ (балийск. sudra — шудра) к представителям высших каст, тривангса́.
Для общения в кругу семьи, во время сельскохозяйственных работ используется диалект баса касар, в значительной степени сохранивший лексику древнебалийского языка. Также он применяется при общении с детьми и при обращении представителей высших каст к судра.
Наряду с диалектами специалисты выделяют в разговорном балийском несколько уровней. Уровни образуются путём смешения в различной мере слов низшего и высшего диалектов. Количество уровней в различных исследованиях варьируется. Так, в работе, объектом которой была деревня Деса Колок, расположенная на севере Бали, выделяется шесть уровней: basa alus singgih, alus sor, alus madia, basa mider, basa biasa и basa kasar. В ряде других исследований количество уровней ограничивается тремя; помимо баса алус и баса касар это ещё один промежуточный уровень, обычно называемый баса́ мадиа́ (балийск. basa madia — средний язык). Баса мадиа считается вежливой формой речи для общения с равным по статусу незнакомым человеком, на официальных мероприятиях или с людьми касты кшатриев.

## Письменность
В настоящее время основным письменным языком балийцев является индонезийский, которым в большей или меньшей степени владеет практически всё население Бали. В школьных учебниках, публикациях в прессе, на вывесках и указателях на балийском языке применяется алфавит на основе латиницы. У балийского языка существует также собственное слоговое письмо, используемое в религиозных текстах, а также на вывесках и указателях.

### Латиница
Балийский алфавит на основе латиницы, Tulisan Bali, состоит из 21 буквы:
Aa  Bb  Cc  Dd  Ee  Gg  Hh  Ii  Jj  Kk  Ll  Mm  Nn  Oo  Pp  Rr  Ss  Tt  Uu  Ww  Yy

## История языка
Балийский язык выделился примерно к VI веку н. э. и на протяжении нескольких веков оставался разговорным. Первый известный письменный источник появился в 882 году. В IX — XII вв. язык изменялся вследствие распространения на Бали индуизма и буддизма, заимствуя лексику из санскрита. В следующие столетия основное влияние на балийский оказывали сначала кави — древнеяванский язык, а затем яванский язык.
Уже разделившийся на уровни балийский испытал воздействие нидерландского языка в первой половине XX в., после оккупации острова в 1908 году Нидерландами. В дальнейшем влияние оказывали японский язык (в период оккупации 1942 — 1945 гг.), после провозглашения независимости Индонезии — индонезийский, а с развитием туризма — английский. Хотя в городах самого Бали дети уже не говорят на балийском языке, их родной язык — индонезийский или даже английский, но балийский язык широко используется переселенцами с Бали на Яву, Калимантан, Сулавеси после извержения вулкана 1962 года, и там он — живой и ему ничто не угрожает. Сохранился он и в районах традиционного проживания балийцев на востоке Явы, на западе острова Ломбок, в сельской местности и т. д. Да и на самом Бали на нём говорит около 1 млн человек, хотя уже, в основном, только среднего и пожилого возраста.

## Лингвистическая характеристика

### Фонетика и фонология

#### Гласные
В балийском языке шесть гласных:
|                | передний ряд | средний ряд | задний ряд |
| -------------- | ------------ | ----------- | ---------- |
| верхней подъём | i            |             | u          |
| средний подъём | e            | ə           | o          |
| нижний подъём  |              | a           |            |

#### Согласные
Количество согласных в балийском языке составляет 18 или 19. Мнения о гортанной смычке /ʔ/ варьируется от непризнания её фонемически значимой (с оговоркой о возможности рассмотрения её в качестве альтернативы финальному /k/ в отдельных говорах) до утверждения о её появлении в словах, оканчивающихся на -d, -t и -k.
|                        |               | губно-губные | альвеолярные | палатальные | велярные | глоттальные |
| ---------------------- | ------------- | ------------ | ------------ | ----------- | -------- | ----------- |
| взрывные или аффрикаты | глухие        | p            | t            | tʃ          | k        | ʔ           |
| взрывные или аффрикаты | звонкие       | b            | d            | dʒ          | ɡ        |             |
| фрикативные            | фрикативные   |              | s            |             |          | h           |
| носовые                | носовые       | m            | n            | ɲ           | ŋ        |             |
| латералы               | латералы      |              | l            |             |          |             |
| дрожащие               | дрожащие      |              | r            |             |          |             |
| аппроксиманты          | аппроксиманты | w            |              | j           |          |             |

#### Соответствие орфографии
| буква | МФА  |     | буква | МФА |    | буква | МФА  |     | буква | МФА |      | буква | МФА |  | буква | МФА |  | буква | МФА |
| A a   | a, ə | D d | d, ʔ  | H h | h  | K k   | k, ʔ | N n | n     | R r | r    | U u   | u   |  |       |     |  |       |     |
| B b   | b    | E e | e, ə  | I i | i  | L l   | l    | O o | o     | S s | s    | W w   | w   |  |       |     |  |       |     |
| C c   | tʃ   | G g | ɡ     | J j | dʒ | M m   | m    | P p | p     | T t | t, ʔ | Y y   | j   |  |       |     |  |       |     |

С помощью сочетаний передаются следующие звуки:
- ny — ɲ,
- ng — ŋ.

## Лексика
Большая часть слов балийского языка имеет австронезийское происхождение. Обширна лексика, заимствованная из санскрита (manusa — человек, gni — огонь, dasa — десять, dina — день). Некоторые слова балийского и индонезийского языка, родство которых можно проследить, представлены в таблице ниже.
| Русский | Низкий балийский | Высокий балийский | Индонезийский    |
| ------- | ---------------- | ----------------- | ---------------- |
| это     | ene              | niki              | ini              |
| то      | ento             | nika              | itu              |
| здесь   | dini             | driki             | di sini          |
| там     | ditu             | drika             | di sana, di situ |
| что     | apa              | napi              | apa              |
| человек | manusa, jelema   | jadma             | manusia          |
| волосы  | bok              | rambut            | rambut           |
| огонь   | api              | gni               | api              |
| ребёнок | panak            | pianak, oka       | anak kecil       |
| жить    | idup             | urip              | hidup            |
| пить    | nginem           | nginem            | minum            |
| большой | gede             | ageng             | besar, gede      |
| новый   | baru             | anyar             | baru             |
| день    | wai, dina        | rahina            | hari             |
| солнце  | matan ai         | surya             | matahari         |
| озеро   | danu             | danu              | danau            |
| яйцо    | taluh            | taluh             | telur            |

## Образец текста

### Статья 1Всеобщей декларации прав человека
Балийское письмо
ᬲᬫᬶᬫᬦᬸᬲᬦᬾᬲᬦᬾᬜ᭄ᬭᬸᬯᬤᬶᬯᬦ᭄ᬢᬄᬫᬭ᭄ᬤᬾᬓᬢᬸᬃᬫᬤᬸᬯᬾᬓᬳᬸᬢ᭄ᬢᬫᬳᬦ᭄ᬮᬦ᭄ᬳᬓ᭄ᬳᬓ᭄ᬲᬦᬾᬧᬢᭂᬄ᭟ᬲᬫᬶᬓᬮᬸᬕ᭄ᬭᬵᬳᬶᬦ᭄ᬧᬧᬶᬦᭂᬄᬮᬦ᭄ᬳᬶᬤᭂᬧ᭄ᬢᬸᬃᬫᬗ᭄ᬤᬦᬾᬧᬟᬫᬲᬯᬶᬢ᭄ᬭᬫᭂᬮᬭᬧᬦ᭄ᬲᭂᬫᬗᬢ᭄ᬧᬓᬸᬮᬯᬭ᭄ᬕᬳᬦ᭄᭞
Латиница
Sami manusané sané nyruwadi wantah mardéka tur maduwé kautamaan lan hak-hak sané pateh. Sami kalugrähin papineh lan idep tur mangdané paḍa masawitra melarapan semangat pakulawargaan.
Перевод на русский язык
Все люди рождаются свободными и равными в своём достоинстве и правах. Они наделены разумом и совестью и должны поступать в отношении друг друга в духе братства.

### Нагаракертагама(пасалин 1, стих 1 (Вирама джагаддхита))
Балийское письмо
᭛᭜᭛ᬒᬁᬦᬵᬣᬵᬬᬦᬫᭀᬲ᭄ᬢᬸᬢᬾᬲ᭄ᬢᬸᬢᬶᬦᬶᬗᬢ᭄ᬧᬤᬭᬶᬧᬤᬪᬝᬵᬭᬦᬶᬢ᭄ᬬᬰ᭞ᬲᬂᬲᬹᬓ᭄ᬱ᭄ᬫᬾᬂᬢ᭄ᬮᭂᬗᬶᬂᬲᬫᬵᬥᬶᬰᬷᬯᬩᬸᬤ᭄ᬥᬲᬶᬭᬱᬓᬮᬦᬶᬱ᭄ᬓᬮᬵᬢ᭄ᬫᬓᬵ᭞ᬲᬂᬰ᭄ᬭᬷᬧᬃᬯ᭄ᬯᬢᬦᬵᬣᬦᬵᬣᬦᬶᬗᬦᬵᬣᬲᬶᬭᬢᬧᬢᬶᬦᬶᬂᬚᬕᬢ᭄ᬧᬢᬶ᭞ᬲᬂᬳ᭄ᬬᬂᬦᬶᬗ᭄ᬳ᭄ᬬᬂᬗᬶᬦᬶᬱ᭄ᬝ᭄ᬬᬘᬶᬦ᭄ᬢ᭄ᬬᬦᬶᬗᬘᬶᬦ᭄ᬢ᭄ᬬᬳᬦᬵᬯᬬᬢ᭄ᬫᬄᬦᬶᬭᬾᬂᬚᬕᬢ᭄
Латиница
Oṁ nāthāya namostute stuti ningatpada ri pada Bhaṭāra nityaśa, sang sūkṣmeng tlĕnging samādhi Śīwa Buddha sira ṣakala niṣkalātmakā, sang śrī parwwata nātha nātha ninganātha sira ta patining jagatpati, sang hyang ning hyangnginiṣṭya cintya ningacintya hanā waya tmaḥ nireng jagat
Перевод
Почтение слуге, который всегда поклоняется Его Величеству Дули Бхара, который проникает в самадхи, как Шива Будда, и является душой будущего мира, Его Величеству Шри Парввата, защитнику бедных и царю Хьянга Джагатпати, Его Величеству — царю всех богов, который является самой сверхъестественной реальностью в мире.

## Словари

### Балийско-индонезийские
- Warna, I Wayan. Kamus Bali-Indonesia. — Denpasar: Dinas Pendidikan Dasar, Propinsi Daerah Tingkat I Bali, 1990. — 805 с.
- Kersten, J. Bahasa Bali. — Cet. 1. — Ende, Flores: Nusa Indah, 1984. — 646 с.
- Sri Reshi Anandakusuma. Kamus bahasa Bali: Bali-Indonesia, Indonesia-Bali. — Denpasar: Kayumas, 1986. — 366 с.

### Балийско-английские
- I Gusti Made Sutjaja. Concise Balinese Dictionary. Balinese–Indonesian–English, English–Balinese–Indonesian. — Tokyo / Rutland, Vermont / Singapore: Tuttle Publishing, 2009. — 362 с. — ISBN 978-0-8048-3756-9.

- Norbert Shadeg. Balinese–English Dictionary. — Tuttle Publishing, 2007. — 508 с. — ISBN 978-0-8048-3781-1.